# Monte Tláloc
El Tláloc o Tlalocatépetl (del náhuatl: monte de Tlalocan) es un volcán y un yacimiento arqueológico ubicado en el Eje Neovolcánico de México, específicamente en el límite entre los municipios de Ixtapaluca y Texcoco, al oriente del Estado de México. Con sus 4120 metros sobre el nivel del mar, el Tláloc es la novena cima más alta del país.

## Geografía
El Tláloc y el Telapón (4060 m s. n. m.) —junto con otros cerros menores como Los Potreros (3600 m s. n. m.)— conforman la llamada Sierra de Río Frío, que es el extremo septentrional de la Sierra Nevada. Esta incluye los volcanes Popocatépetl e Iztaccíhuatl. Se trata de un segmento del Eje Neovolcánico con una orientación mayormente norte-sur que conforma la línea divisoria de las aguas entre las cuencas hidrográficas del Pacífico (cuenca del Balsas) y del Golfo (cuenca del Pánuco).
El Tláloc cuenta con un clima de montaña cuya designación oficial es «semifrío subhúmedo con lluvias en verano, de humedad media». La latitud tropical del monte es templada por su altitud. La temperatura media anual se encuentra por debajo de los 8 °C, mientras que la precipitación anual, gran parte de la cual se registra en la estación lluviosa (mayo a octubre), oscila entre los 1000 y 1200 mm.
Al pie del Tláloc se encuentra el poblado de Río Frío de Juárez, un histórico puerto de montaña entre los valles de México y Puebla-Tlaxcala, ubicado sobre la Carretera Federal 150D (México-Córdoba).

## Biodiversidad
El Tláloc forma parte del parque nacional Izta-Popo Zoquiapan, uno de los primeros parques nacionales de México. Originalmente, el parque englobaba todo el territorio de la Sierra Nevada de una altitud superior a los 3000 metros sobre el nivel del mar. Sin embargo, por la presión de la industria maderera, los límites del parque se retrazaron en 1948 para reducir la zona de conservación alrededor del macizo Izta-Popo a la cota de los 3600 metros. Aunque esto no afectó al área de la Sierra de Río Frío, el decreto significó que esta quedó como un exclave del parque, una subdivisión llamada "Parque Nacional Zoquiapan".
Como gran parte de las zonas serranas de México, el Tláloc se encuentra cubierto por un bosque subtropical de coníferas. Se trata de un bosque mixto con predominancia de pinos (Pinus montezumae, P. ayacahuite y P. hartwegii, entre otros), encinos (Quercus rugosa y Q. laurina, entre otros), ailes (Alnus jorullensis y A. acuminata), oyameles (Abies religiosa) y cipreses (Cupressus lusitanica y C. benthamii). Por encima de los 4000 m s. n. m., el bosque se disipa y abre paso al zacatonal. Estos ecosistemas sirven de hogar a la fauna local, consistente de coyotes (Canis latrans), conejos de monte (Sylvilagus cunicularius), varias aves cantoras y rapaces, entre otros. Existen también especies endémicas, como el zacatuche (Romerolagus diazi) y la salamandra de río (Ambystoma leorae), una especie en peligro crítico de extinción.

## Zona arqueológica

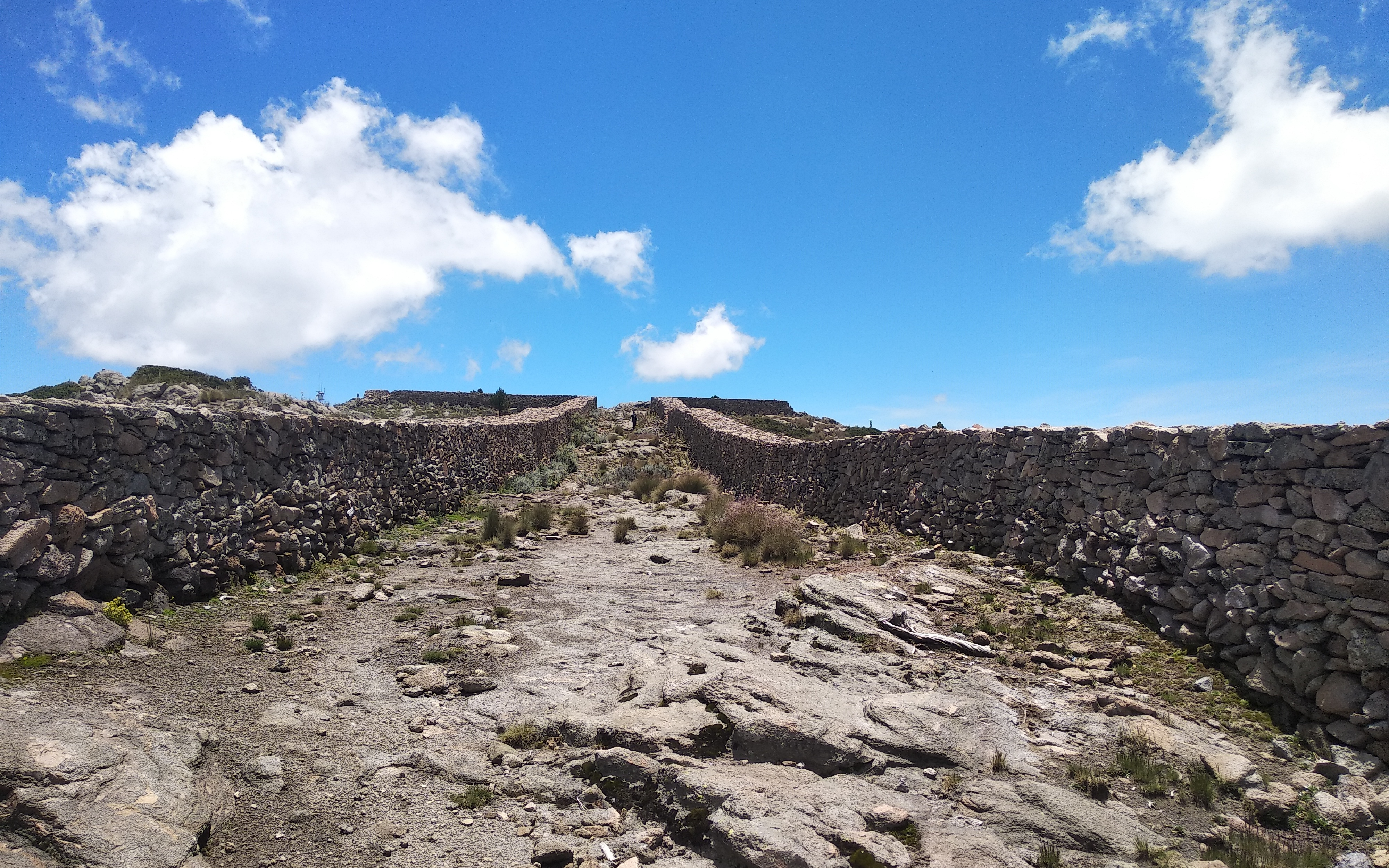
Zona arqueológica en la cima del Tláloc

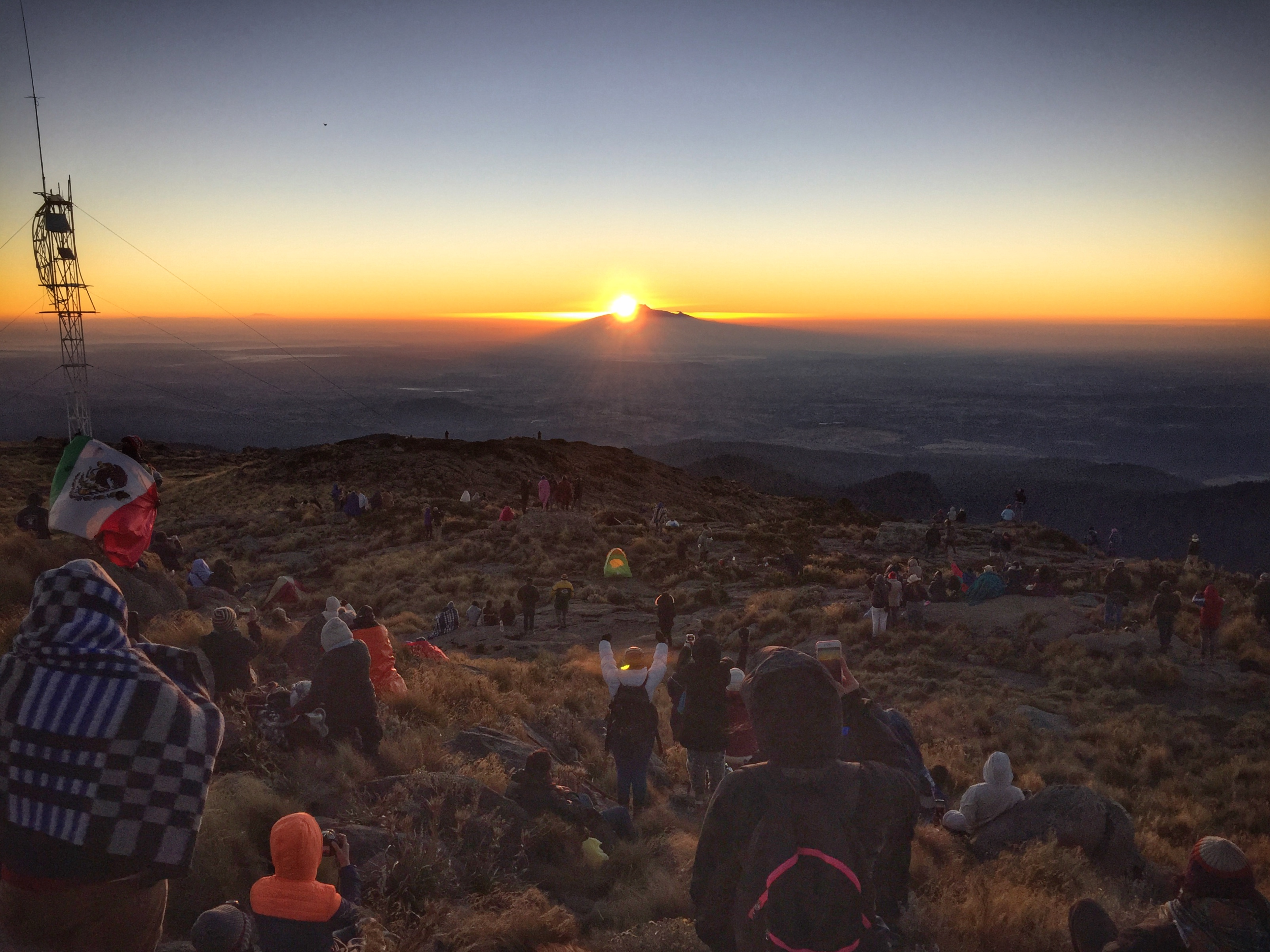
Amanecer en el que se observa la «montaña fantasma»

En el México prehispánico, el Tláloc fue una de las montañas más sagradas para los pueblos de la Triple Alianza. Su cercanía con el altépetl de Tetzcuco (actual Texcoco de Mora), así como la cantidad de manantiales que proveían —y siguen proveyendo— de agua potable a los poblados del valle, le valieron una asociación con Tláloc, el dios nahua de la lluvia. En su honor se erigió entre los años 350 y 900 DC una calzada de 150 metros de longitud que lleva a un adoratorio en la cima. Se considera el yacimiento arqueológico a mayor altitud de Mesoamérica, y la zona arqueológica de alta montaña más importante de América fuera de la cordillera de los Andes. Actualmente, el yacimiento del Tláloc se encuentra en ruinas, aunque existe un proyecto del Instituto Nacional de Antropología e Historia para rehabilitarlo.
El Tláloc también es escenario de un curioso fenómeno astronómico. En los días alrededor del 12 de febrero, es posible observar el amanecer entre las cumbres del Pico de Orizaba y la Malinche, lo cual da la impresión de crear una «montaña fantasma». Este fenómeno coincide con los nemontemi, los «días vacíos» que marcan el fin de año según el calendario civil mexica.

## Montañismo
El monte puede accederse desde varios flancos, siendo los más comunes la ascensión desde Río Frío (ruta sur-sureste) o bien desde alguno de los poblados cercanos a Texcoco (ruta noroeste), como San Jerónimo Amanalco, San Miguel Coatlinchán o San Pablo Ixayoc. En todos los casos, el ascenso es bastante gradual y no técnico, de modo que la mayor complicación es la longitud de la caminata.